# (6199) Yoshiokayayoi
(6199) Yoshiokayayoi es un asteroide perteneciente al cinturón de asteroides, región del sistema solar que se encuentra entre las órbitas de Marte y Júpiter, más concretamente a la familia de Eunomia, descubierto el 26 de enero de 1992 por Atsushi Sugie desde el Observatorio Astronómico Dynic, Taga, Japón.

## Designación y nombre
Designado provisionalmente como 1992 BK1. Fue nombrado Yoshiokayayoi en homenaje a Yayoi Yoshioka, fue la doctora número 27 con licencia en Japón y entró en la profesión médica en 1892, cuando era difícil para las mujeres ser doctoras. En 1900, ella y su esposo Arata fundaron la Escuela de Medicina de la Mujer de Tokio, la primera en Japón en aceptar estudiantes femeninas.

## Características orbitales
Yoshiokayayoi está situado a una distancia media del Sol de 2,593 ua, pudiendo alejarse hasta 2,906 ua y acercarse hasta 2,281 ua. Su excentricidad es 0,120 y la inclinación orbital 12,12 grados. Emplea 1525,90 días en completar una órbita alrededor del Sol.

## Características físicas
La magnitud absoluta de Yoshiokayayoi es 12,3. Tiene 9,663 km de diámetro y su albedo se estima en 0,3. 